# إدواردو تشافيز
إدواردو تشافيز (بالإسبانية: Eduardo Chávez Ramírez) هو مهندس مكسيكي، ولد في 1898 في مدينة مكسيكو في المكسيك، وتوفي بنفس المكان في 1982.